# Stefan Müller
Stefan Müller (ur. 20 września 1979) – szwajcarski lekkoatleta specjalizujący się w rzucie oszczepem.
W 2005 roku zdobył brązowy medal letniej uniwersjady w Izmirze. Rok później zajął 7. miejsce w finałowym konkursie mistrzostw Europy. Dwukrotny uczestnik mistrzostw świata - Helsinki 2005 i Osaka 2007 (w obu przypadkach odpadł w eliminacjach). W 2006 roku zajął 2. miejsce w zawodach I ligi pucharu Europy. Trzeci zawodnik I ligi drużynowych mistrzostw Europy (2009). Wielokrotny złoty medalista mistrzostw kraju. Absolwent Eidgenössische Technische Hochschule Zürich. W 2011 ogłosił zakończenie kariery. Rekord życiowy: 82,07 (16 września 2006, Berno). Wynik ten jest aktualnym rekordem Szwajcarii.

## Progresja wyników
| Rok  | Wynik | Data        | Miejsce    |
| ---- | ----- | ----------- | ---------- |
| 2002 | 75,73 | 14 września | Berno      |
| 2003 | 77,95 | 6 lipca     | Frauenfeld |
| 2004 | 76,65 | 11 maja     | Winterthur |
| 2005 | 78,98 | 19 czerwca  | Gävle      |
| 2006 | 82,07 | 16 września | Berno      |
| 2007 | 79,43 | 28 czerwca  | Lucerna    |
| 2008 | 77,32 | 16 lipca    | Lucerna    |
| 2009 | 81,07 | 8 maja      | Winterthur |
| 2011 | 76,94 | 28 maja     | Winterthur |